# Asiatic Society
L'Asiatic Society ("Società asiatica") è l'attuale denominazione di un'istituzione culturale con sede a Calcutta. Fondata il 15 gennaio 1784 da William Jones come "Asiatick Society", assunse il nome di "The Asiatic Society" nel 1825; nel 1832 il nome divenne "The Asiatic Society of Bengal" ("La società asiatica del Bengala") e nel 1936 "The Royal Asiatic Society of Bengal" ("La reale società asiatica del Bengala"). L'istituzione assunse definitivamente la denominazione "The Asiatic Society" il 1º luglio 1951.

## Storia

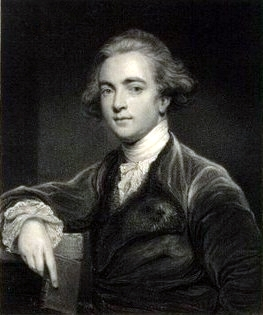
Joshua Reynolds, Sir William Jones. Oxford, University College

La società sorse per iniziativa del filologo Williams Jones, giudice al Tribunale supremo di Calcutta, che nel 1784 contattò diversi britannici residenti a Calcutta, allora parte dell'Impero britannico, per avviare un circolo permanente dedicato agli studi asiatici; la riunione fondativa si tenne presso il salone del gran giurì del Tribunale supremo di Calcutta il 15 gennaio dello stesso anno, sotto la presidenza del giudice supremo della città, Robert Chambers. Gli incontri della società, animata da Jones, continuarono a tenersi presso il tribunale fino al 1808, quando si trasferì in un proprio edificio la cui costruzione, decisa nel 1796, costò trentamila rupie dell'epoca.
Fino al 1828 l'Asiatic Society accolse esclusivamente membri europei. Nel 1829 Horace Hayman Wilson, segretario della società dal 1811, aprì l'iscrizione a personalità indiane, tra le quali Dwarkanath Tagore, Ram Comul Sen e Prasanna Coomar Tagore. Il 12 dicembre 1832 Ram Comul Sen venne eletto "Native Secretary" ("segretario indigeno") e nel 1885 Rajendralal Mitra divenne il primo presidente indiano.

## Strutture
L'Asiatic Society vanta una biblioteca che colleziona oltre un milione di volumi e circa ottantamila giornali, editi nelle principali lingue del mondo. La biblioteca possiede anche 293 mappe, 48 000 opere in microfilm per un totale di 387 003 pagine, 2 500 pamphlet e 2 150 fotografie. Spiccano le collezioni di libri stampati in India tra fine XVIII e inizio XIX secolo e di 47 000 manoscritti, redatti in 26 alfabeti differenti; tra questi, diverse copie rare o uniche di letterature asiatiche.
Il museo della società è stato fondato nel 1814 e il primo catalogo risale al 1849.